# Une soupe aux herbes sauvages
Pour plus de détails, voir Fiche technique et Distribution.
Une soupe aux herbes sauvages est un téléfilm français en deux parties réalisé par Alain Bonnot en 1995 et diffusé sur TF1 les 26 et 27 décembre 2001,, adapté du livre autobiographique d'Émilie Carles.

## Synopsis
Une soupe aux herbes sauvages est une adaptation assez fidèle du livre autobiographique éponyme d'Émilie Carles, une institutrice en contact permanent avec le milieu populaire dont elle est issue. Elle y raconte la vie des montagnards, qui dépend des récoltes et de la santé du bétail, évoquant notamment les travaux quotidiens et les améliorations apportées par le progrès aux villages éloignés.
C'est d'abord un témoignage sur la vie des paysans des Hautes-Alpes dans la première moitié du XXe siècle : les longues veillées d’hiver et l’entraide dans les moments difficiles, les premiers poêles à charbon, le raccordement au réseau électrique, l'amélioration de l’équipement ménager. 
L'institutrice s’efforce de travailler selon son idéal, pour que ses élèves développent leurs propres talents, aiment l’étude et respectent les valeurs morales : solidarité, respect d’autrui, responsabilité individuelle. Dans ce livre, elle décrit avec enthousiasme son espoir de voir le monde devenir meilleur. 
Le mouvement lancé dans les Alpes par Émilie Carles pour protéger la vallée de la Clarée est aussi raconté. Dans les années 1970, un projet de voie rapide passant par la vallée de la Clarée, pour aller de Fos-sur-Mer et Marseille  à Turin (Italie) mobilise les habitants. Le bruit court alors que la  voie rapide pourrait même devenir ensuite une autoroute sous le col de l'Échelle, selon René Siestrunck, qui deviendra maire de Val-des-Prés (de 1990 à 1995 et de 2008 à 2014), tandis qu'un projet de station de ski est aussi évoqué.
Émilie Carles, craignant qu’une telle voie rapide ne devienne une autoroute, source de gêne, de pollution et de dommages à la nature dans ce remarquable environnement, travaille alors à créer une association de protection de la vallée avec de simples slogans comme «  Des moutons, pas des camions ! », « La vallée de la Clarée aux paysans ! », « Laissez les montagnards tranquilles ! ». S'ensuivent des affiches, des tracts, des pétitions, des audiences à la préfecture. Le 13 août 1974, Émilie Carles est à la tête d’une manifestation à Briançon, où elle réussit à réunir 300 manifestants et 13 tracteurs, venus de leurs villages malgré les heures de travail perdues en pleine saison de fenaison.

## Fiche technique
- Réalisateur : Alain Bonnot
- Scénariste : Michèle Letellier adapté du roman éponyme d'Émilie Carles
- Photographie : Francis Junek
- Musique : Jean Musy
- Production : Georges Benayoun et Paul Rozenberg
- Société(s) de production : IMA Productions et TF1
- Format : couleur - Son stéréo
- Pays d'origine : France
- Genre : Drame
- Durée : 176 minutes
- Première diffusion : 26 et 27 décembre 2001 sur TF1
- Date de sortie en DVD[5] : 14 mai 2008 en DVD Zone 2 - (176 min)

## Distribution
- Annie Girardot : Émilie Carles, âgée
- Rufus : Joseph
- Anne Coesens : Émilie Carles, adulte
- Jean-Yves Berteloot : Jean
- Laetitia Legrix : Émilie Carles, adolescente
- Noémie Lariven: Émilie Carles, enfant
- Olivier Achard
- Catherine Samie : Justine, âgée
- Leslie Azzoulai : Marie-Rose, adolescente
- Amélie Pick : Rose
- Michel Berto
- Paul Crauchet : Le père Magloire
- Cécile Bois : Justine, femme
- Bernard Fresson : Onde de Guillestre, l'oncle d'Émilie
- Pierre Cassignard : Rodolphe
- Gilles Détroit : Gaston, adulte
- Léa François : Marie
- Sébastien Tavel : Jousé
- Pierre Gérard
- Hervé Langlois
- Samir Larif
- Bernard Papineau
- Maurice Risch : Vaucheux
- Tristan Rostand : Michel
- Yaël Bénichou : Justine, enfant
- Isabelle Cagnat : Catherine, adolescente
- Alain Laub : Militaire
- Julien Lefebvre : Gaston, adolescent
- Laura Martel : Justine, adolescente
- Renan Mazéas : Jousé, enfant
- Jean-Paul Tribout : Le préfet